# جينا كراوس
جينا كراوس (بالإنجليزية: Jena Kraus)‏ هي مغنية ومغنية مؤلفة وملحنة أمريكية، ولدت في 16 أكتوبر 1979 في فيلادلفيا في الولايات المتحدة.

## وصلات خارجية
- جينا كراوس على موقع IMDb (الإنجليزية)
- جينا كراوس على موقع ميوزك برينز (الإنجليزية)
- جينا كراوس على موقع ديسكوغز (الإنجليزية)